# هتل لونا، اتاق ۳۴
هتل لونا، اتاق ۳۴ (ایتالیایی: Albergo Luna, camera 34) یک فیلم ملودرام ایتالیایی به کارگردانی کارلو لودوویکو براگالیا است که در سال ۱۹۴۶ منتشر شد.

## بازیگران
- کیارتا جلی
- کارلو کامپانینی
- آندره‌آ ککی
- روبرتو ویلا
- مارچلو جوردا
- جووانی دلفینی